# Беленец (деревня)
Беленец — деревня в Бологовском районе Тверской области, входит в состав Кемецкого сельского поселения.

## География
Деревня находится в северной части Тверской области на расстоянии приблизительно 29 км на север-северо-восток от города Бологое на восточном берегу озера Беленец.

## История
Деревня уже была отмечена на карте 1847 года. В 1909 году здесь было учтено 17 дворов.

## Население
Численность населения: 101 человек (1909 год), 17 человек (русские 100 %) в 2002 году, 18 в 2010.